# Podvinje
Podvinje je naselje v Občini Brežice.

## Prebivalstvo
Etnična sestava 1991:
- Slovenci: 115 (95 %)
- Hrvati: 5 (4,1 %)
- Neznano: 1